# Баница (јело)
Баница је, врста пецива односно врста јела, специфична врста домаће пите карактеристична за белопаланачки и пиротски крај. Баница је такође врста домаће пите и у Бугарској и Северној Македонији. За разлику о гибанице код банице се као и код пите коре мотају и савијају у спиралу. Осим у начину израде и односу састојака баница је у односу на гибаницу и питу хрскавија.

## Састојци
- сукане коре изворно од црног пшеничног брашна (може: интегрално  и полубело пшенично брашно као и ражено, јечмено и хељдино брашно)
- сир (крављи, овчији или козји)
- јаја
- маст
- топла вода

У баницу се поред сира може додавати: коприва, зеље, блитва или млевено месо. Слатка баница се прави тако што се уместо сира додају: рендане јабуке или рендана тиква.

## Припрема
Постоји више сличних начина, рецепата, за припрему банице. Суштина је да се коре се праве од теста "сукањем" оклагијом. Развучена кора се филује филом од јаја и сира. Тепсија се подмаже свињском машћу а затим се коре увијају и ређају у спиралу. После ређања филованих кора пита се прелије врелом машћу а затим пече у рерни, пећници. По завршеном печењу баница се попрска водом и покрије крпом десетак минута док се не охлади.
Пита се служи као топло предјело или доручак уз кисело млеко, вурду и туршију.

## Дани банице
Културно-уметничко-гастрономско и туристичка манифестација "Дани банице" се сваке године одржава у Белој Паланци још од 2005. године  августа или септембра месеца.

## Занимљивости
У Бугарској се праве интересантне врсте "Банице" са: алвом, ратлуком, јајима млеком и шећером, са џемом или мармеладом, кремом...